# Azalaï

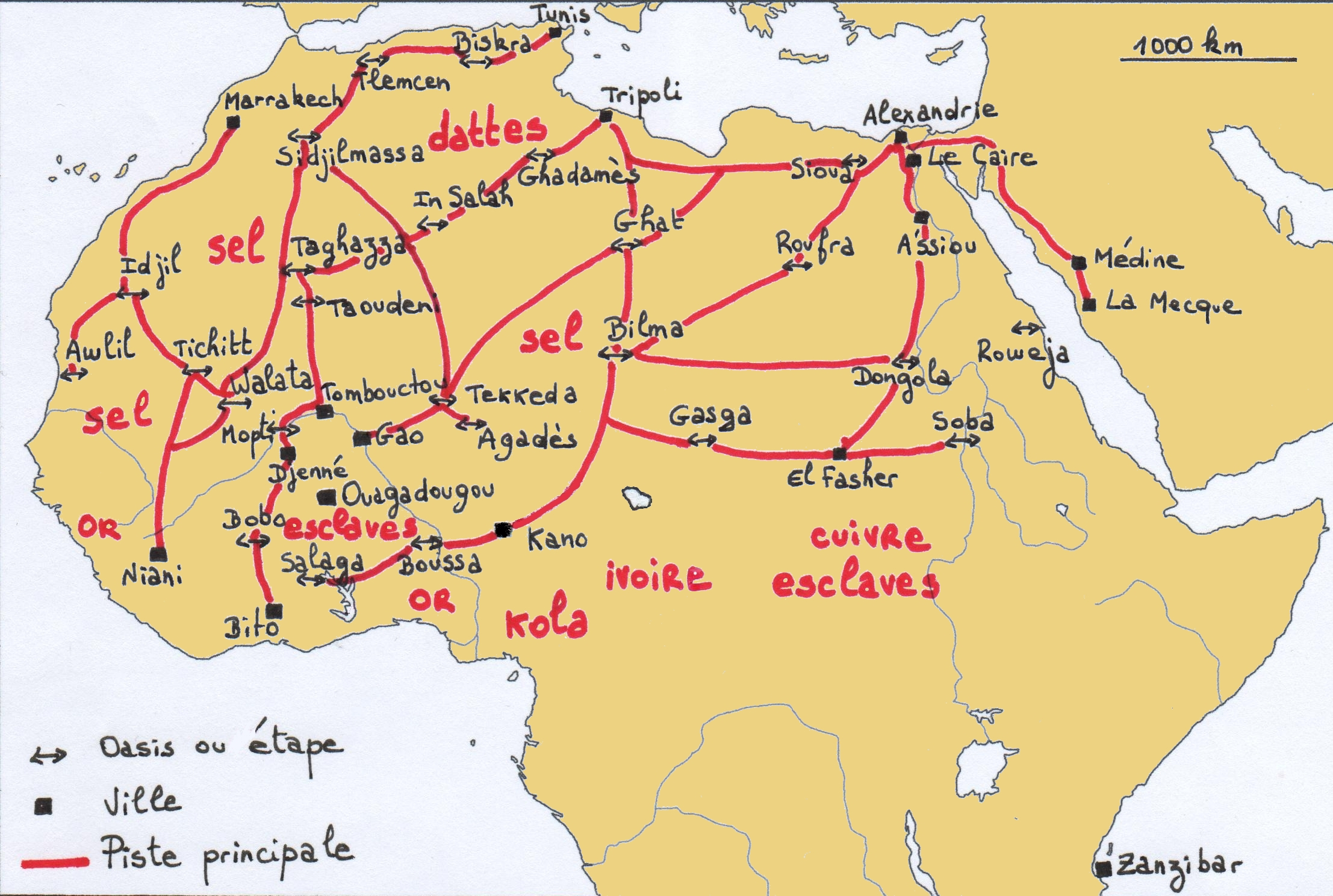
Les principales routes historiques de commerce transsaharien.

Routes transsahariennes vers 1000-1500 (Zones aurifère en foncé).

L'azalaï ou azalaïe (azalay en touareg) est la caravane de dromadaires menée deux fois par an par les Touaregs qui pratiquent le transport et le commerce au travers du désert du Sahara sur près de 1 000 km du sel gemme extrait des mines de Taoudeni du nord du Mali en le vendant à Tombouctou et sur d’autres marchés du Sahel. Dans le sens inverse, ils transportaient les esclaves, l'azalaï étant un maillon important de la traite orientale.
Les caravanes de dromadaires d’Agadez aux salines de Fachi et Bilma au Niger sont plus particulièrement appelées taghlamt en tamasheq.

## Histoire

### Route Tombouctou-Taoudeni

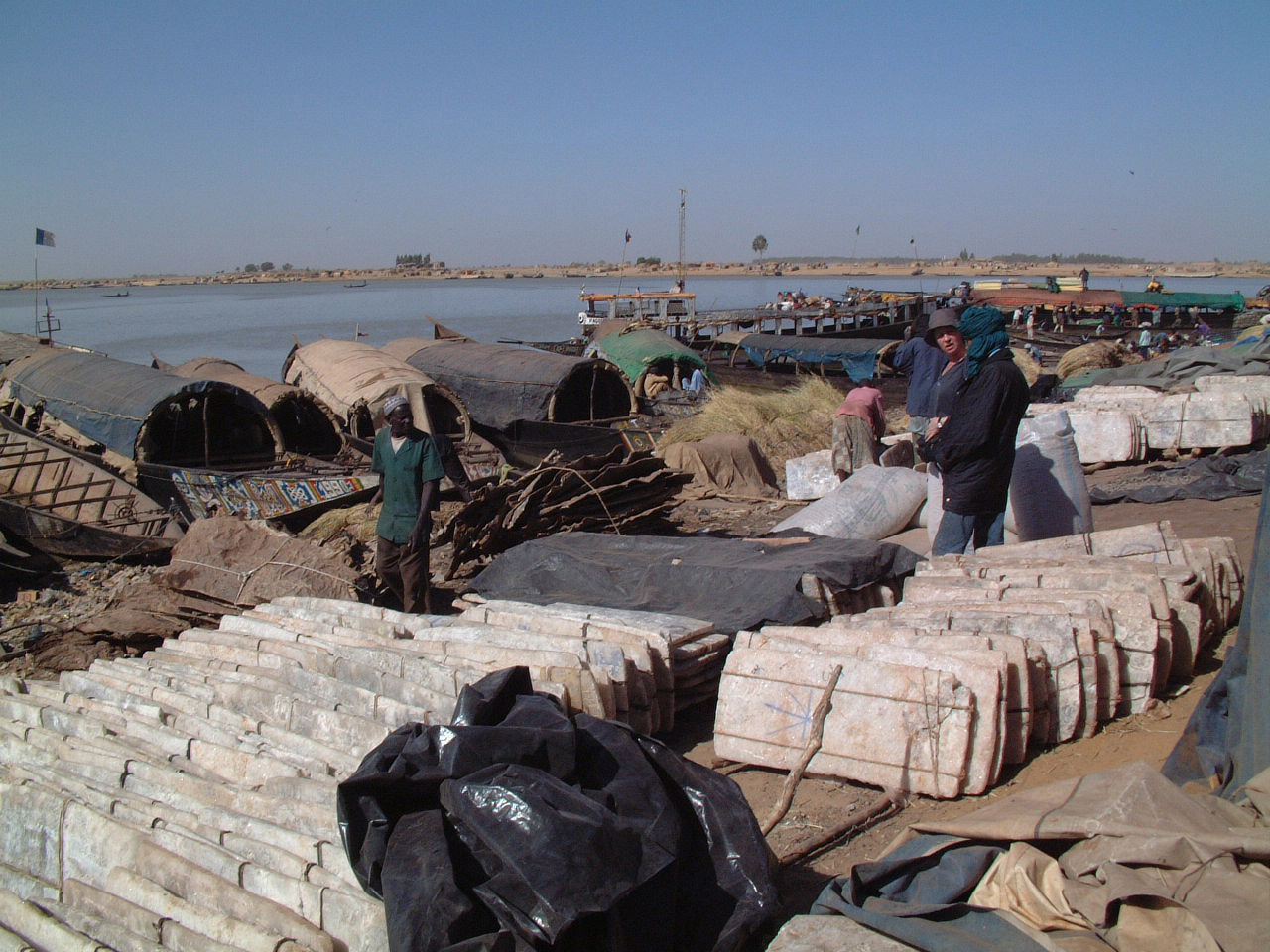
Plaques de sel des mines de Taoudeni sur le port de Mopti.

Il s'agit d'une des routes caravanières et commerciale du désert les plus anciennes du Sahara, toujours en activité de nos jours. Des caravanes constituées de quelques centaines à plusieurs milliers de dromadaires partaient de Tombouctou sur les berges du fleuve Niger en direction du nord avec des biens de consommation et des esclaves vers Taoudeni à plus de 900 km, dans le désert du Tanezrouft. L'échange de biens se faisait contre des plaques de sel gemme (d'environ 25 kg chacune) extraites par des mineurs plus ou moins esclaves des Touaregs. Un dromadaire pouvant transporter sur cette distance de deux à quatre plaques en fonction de sa taille. La caravane reprenait alors la direction de Tombouctou où le sel était revendu dans tout le bassin du fleuve Niger et transporté par bateau à partir du port de Mopti.
Le voyage simple dure environ trois semaines et pouvant également aller jusqu'à la ville de Teghazza, un peu plus au nord du Mali. De nos jours de plus en plus de camions remplacent les caravanes de dromadaires mais font cependant souvent face à des problèmes techniques et des pistes peu praticables permettant un maintien vivace de l'activité chamelière traditionnelle.

### Route Agadez-Bilma

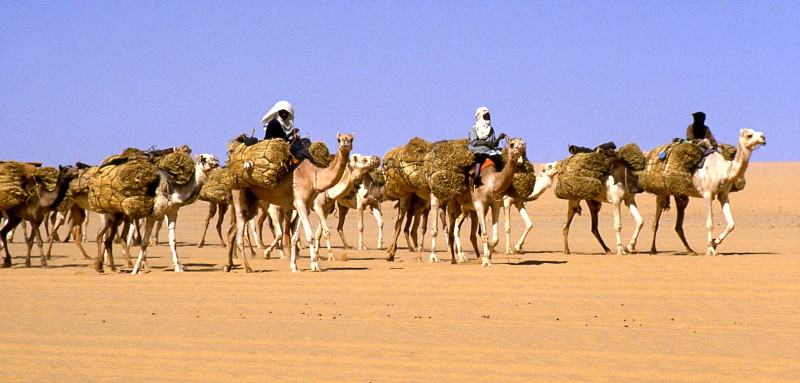
Une caravane chamelière d'Agadez à Bilma.

La route des taghlamt d'Agadez (ou plus précisément des villages du massif de l'Aïr) à l'oasis de Bilma au Niger est d'un parcours ouest-est sur environ 700 km au travers des regs pierreux proches de l'Aïr et des grands ergs du désert de sable du Ténéré en passant par l'oasis de Fachi. Le voyage se fait généralement entre octobre et novembre et dure environ quarante jours au total (quinze jours « aller », dix jours sur place à Bilma, quinze jours « retour » dans l'Aïr). Le commerce de petit artisanat et de produits d'alimentation (fromage sec, dattes, tomates séchées, viande de chèvre séchée) issus des montagnes du massif de l'Aïr se fait contre le sel exploité par les Kanouri dans les résurgences saumâtres des salines de Bilma. Contrairement à l'azalaï malienne, celle-ci ne consiste pas à rapporter des plaques de sel mais des pains coniques (kantu sel moins pur destiné à la consommation animale) et galettes (beza pour la consommation humaine) de sel moulés pour faciliter le transport de retour. Les Touaregs rentrent également avec des dattes de la grande palmeraie de Bilma.
Le sel rapporté est ensuite vendu sur les marchés d'Agadez au terme d'un second voyage vers l'ouest à partir du massif de l'Aïr.

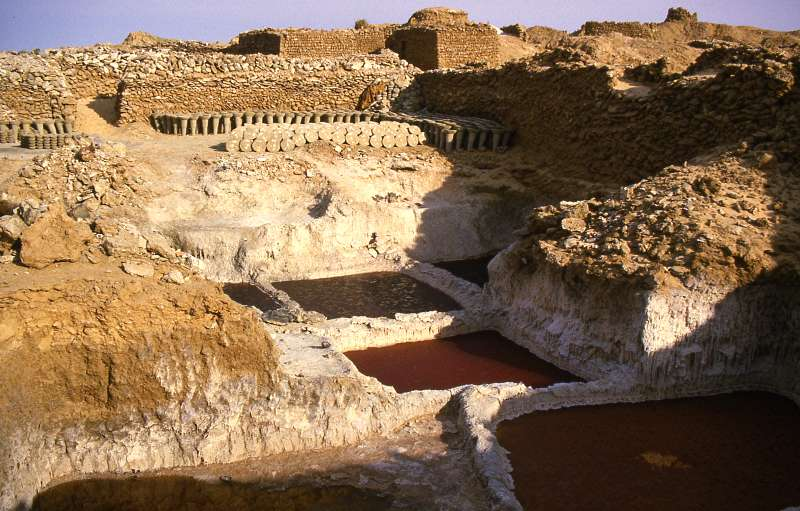
Les salines de Bilma.
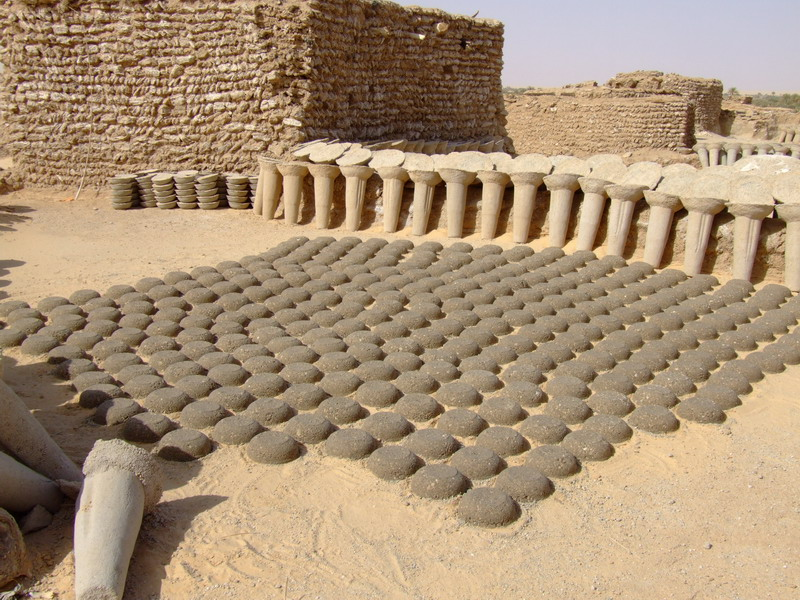
Les galettes beza et kantu à Fachi.

### Filmographie
- Azalaï, la caravane de l'or blanc[1], film documentaire de Joël Calmettes, 1996.
- Azalaï, film documentaire de Thierry Bugaud, 2006, 45 min.
- Azalaï, la route du sel, film documentaire de Claudine Arnaud et Olivier Borot, 2012, 42 min.